# Bill Gulick
Bill Gulick (* 22. Februar 1916 als Grover C. Gulick in Kansas City, Missouri; † 25. Oktober 2013 in Walla Walla, Washington) war ein US-amerikanischer Schriftsteller.

## Leben
Gulicks Urgroßeltern waren aus den Niederlanden in die USA emigriert. Er war der Sohn von Grover Cleveland Gulick (1889–1964) und dessen Ehefrau Golda Mary Hall (1888–1984). Getauft werden sollte er nach seinem Vater „Grover Cleveland Gulick“; nach Einwänden der Mutter einigte man sich auf „Grover C. Gulick“. Er wählte später für sich das Pseudonym „Bill Gulick“.
Seine Schulzeit beendete Gulick 1934 an der Classen High School (Oklahoma City) und begann noch im selben Jahr an der University of Oklahoma (Norman) zu studieren.
Anfang 1942 ließ er sich in New York nieder und begann für das monatlich erscheinende Magazin The Saturday Evening Post zu schreiben. Nach einigen Umzügen innerhalb von New York ließ sich Gulick in Tacoma nieder. Dort machte er die Bekanntschaft von Jeanne Abbott und heiratete sie 1946. Drei Jahre später zog das Ehepaar nach Walla Walla um, wo sie dann zeit ihres Lebens wohnten.
2013 starb Bill Gulick im Washington Odd Fellows Home in Walla Walla und fand in dieser Gemeinde auch seine letzte Ruhestätte.

## Ehrungen
- 1971 Pacific Northwest Booksellers Award für das Sachbuch Snake River County

## Werke (Auswahl)
Autobiografisches:
- Sixtyfour years as a writer. Caxton Press, Caldwell, Id 2006, ISBN 0-87004-453-2.

Erzählungen:
- The saga of Mike Shannon. In: Liberty. Jg. 19, April 1942.
- The road to Denver. In: The Saturday Evening Post. Juni 1955, ISSN 0048-9239
- The mountain men. Stories. Popular Library, New York 1961 (EA New York 1955)[1]
- The shaming of Broken horn and other stories. Doubleday, Garden City NY 1961.
- Hexed rifle. In: Todhunter Ballard (Hrsg.): Western Bonanza. Doubleday, Garden City NY 1969.

Romane:
- A drum calls west. Transworld Publ., New York 1952.
- The moon-eyed Appaloosa. Doubleday, Garden City, NY 1962.
- The land beyond. New American Library, New York 1964 (EA New York 1958)
- Bend the snake. Paperback Library, New York 1968 (EA New York 1950)
- A thousand for the cariboo. Paperback Library, New York 1969 (EA New York 1954)
- Halleluja Trail. New English Library, New York 1975 (EA New York 1963)
- Northwest destiny. Dove Books, New York 1988.

1. Distant trails 1805–1836. ISBN 0-515-10863-4.
2. Gathering storm 1837–1868. ISBN 0-515-10996-7.
3. Lost Wallowa 1868–1879. ISBN 0-515-11058-2.[2]

- Treasure in Hell's Canyon. Doubleday, Garden City, NY 1979, ISBN 0-385-09848-0.

Sachbücher:
- The Snake River County. 5. Auflage. Caxton Press, Caldwell, Id. 1986 (illustriert von Earl Roberge)
- Roadside history of Oregon (= Roadside history series). Mountain Press, Missoula 1991, ISBN 0-87842-252-8.
- Chief Joseph Country. Land of the Nez Percé. Caxton Press, Caldwell, Id. 1994, ISBN 0-87004-275-0.
- A traveler's history of Washington. Caxton Press, Caldwell, Id. 1996, ISBN 0-87004-371-4.
- Manhunt. The pursuit of Harry Tracy. Caxton Press, Caldwell, Id. 1999, ISBN 0-87004-392-7.

## Verfilmungen
- John Sturges (Regisseur): Vierzig Wagen westwärts. USA 1965 (nach dem Roman Halleluja Trail)
- Anthony Mann (Regisseur): Meuterei am Schlangenfluss. USA 1952 (nach dem Roman Bend the snake)